# عدد أولي ستي
في الرياضيات، الأعداد الأولية الستية هي الأعداد الأولية التي تفرق عن بعضها البعض بستة. على سبيل المثال، الأرقام 5 و11 كلاهما أعداد أولية ستية، لأن 11 ناقص 5 تساوي 6. إذا س + 2 أو س  + 4 (حيث س هو العدد الأولي الأصغر) أيضاً عدد أولي، إذن العدد الأولي الستي هو جزء من أعداد أولية ثلاثية.

## أنواع التجمعات

### أزواج الأعداد الأولية الستية
(5,11), (7,13), (11,17), (13,19), (17,23), (23,29), (31,37), (37,43), (41,47), (47,53), (53,59), (61,67), (67,73), (73,79), (83,89), (97,103), (101,107), (103,109), (107,113), (131,137), (151,157), (157,163), (167,173), (173,179), (191,197), (193,199), (223,229), (227,233), (233,239), (251,257), (257,263), (263,269), (271,277), (277,283), (307,313), (311,317), (331,337), (347,353), (353,359), (367,373), (373,379), (383,389), (433,439), (443,449), (457,463), (461,467).

### الأعداد الأولية الستية الثلاثية
(5,11,17), (7,13,19), (17,23,29), (31,37,43), (47,53,59), (67,73,79), (97,103,109), (101,107,113), (151,157,163), (167,173,179), (227,233,239), (257,263,269), (271,277,283), (347,353,359), (367,373,379), (557,563,569), (587,593,599), (607,613,619), (647,653,659), (727,733,739), (941,947,953), (971,977,983).

### الأعداد الأولية الستية الرباعية
(5,11,17,23), (11,17,23,29), (41,47,53,59), (61,67,73,79), (251,257,263,269), (601,607,613,619), (641,647,653,659).

### الأعداد الأولية الستية الخماسية
في المتتالية الحسابية التي لها خمسة حدود وأساس يساوي 6، واحد من الحدود يجب أن يقبل القسمة على 5، لأن 5 و6 هما أوليان نسبياً. لذلك، الأعداد الأولية الستية الخماسية الوحيدة هي (5,11,17,23,29)؛ لا توجد أي متتالية أخرى ممكنة للأعداد الأولية الستية.

## روابط خارجية
- Grime، James. "Sexy Primes (and the only sexy prime quintuplet)". Numberphile. Brady Haran. مؤرشف من الأصل في 2018-10-23.